# Lisa Langlois
Pour les articles homonymes, voir Langlois.
Lisa Langlois est une actrice canadienne, née le 15 mars 1959 à North Bay (Canada).
Elle apparait dans la série Heartland dans le tout premier épisode dans le rôle de la mère d'Amy.

## Filmographie
- 1977 : The Stowaway : Georgina
- 1978 : Les Liens de sang : Muriel
- 1978 : Violette Nozière : Maddy
- 1980 : Klondike Fever : Gertie
- 1980 : Deux affreux sur le sable (It Rained All Night the Day I Left) : Suzanna
- 1980 : Phobia : Laura Adams
- 1981 : Happy Birthday : Souhaitez ne jamais être invité (Happy Birthday to Me) : Amelia
- 1982 : Class 1984 (Class of 1984) : Patsy
- 1982 : Deadly Eyes : Trudy
- 1982 : Les Jeunes adultes (en) (Hard Feelings) de Daryl Duke : Barbara Holland
- 1983 : The Man Who Wasn't There : Cindy Worth
- 1984 : Joy of Sex : Melanie
- 1985 : Match à deux (The Slugger's Wife) : Aline Cooper
- 1986 : Doing Life (TV) : Rose-Ann Rosenberg
- 1988 : The Nest : Elizabeth Johnson
- 1989 : Transformations : Miranda
- 1989 : Mindfield : Sarah Paradis
- 1989 : The Strange Case of Dr. Jekyll and Mr. Hyde (TV)
- 1995 : Décompte infernal (The Final Cut) : Sara
- 1996 : Tigre blanc (White Tiger) : Joanne Grogan
- 2007 : Fire Serpent (TV) : Heather Allman
- 2007 : Une sœur dangereuse (Framed for Murder) (TV) : Diane Desalvo
- 2006-2007 : Hank William's First Nation : Monique Savard
- 2008 : The L Word : Andrea  (saison 5 épisodes 9 & 11)
- 2008 : Poe: Last Days of the Raven : Jane Stanard
- 2007-2009 : Heartland (série télévisée) : Marion Fleming
- 2010 : Summer Eleven : Jenine
- 2015 : Relentless Justice : Gloria Curtis
- 2016 : Our World Today (série télévisée) : Pretty Funny Woman (18 épisodes)
- 2017 : Mommy's Little Boy (téléfilm) : Principal Reynolds
- 2021 : Le plan parfait du Père Noël (A Chance for Christmas) de Stefan Brogren (téléfilm) : Wanda
- 2025 : Les Enquêtes de Murdoch : Ida McKay (saison 18, épisode 13)